# Великотърновско
 Тази статия е за историко-географската област.  За административната област вижте Велико Търново (област).  За общината вижте Велико Търново (община).
Великотърновско, в миналото Търновско, е историко-географска област в Северна България, около град Велико Търново.
Територията ѝ съвпада приблизително с някогашната Търновска околия – основната част от днешните общини Велико Търново (без селата Белчевци, Бижовци, Бойчеви колиби, Бочковци, Горановци, Димовци, Дойновци, Долни Дамяновци, Ивановци, Йовчевци, Кисьовци, Клъшка река, Лагерите, Мишеморков хан, Пирамидата, Райковци, Рашевци, Русковци, Самсиите, Сеймените, Семковци, Сърненци, Ушевци, Цепераните, Цонковци и Ялово от Дряновско, Миндя от Еленско и Арбанаси от Горнооряховско), Павликени (без селата Батак, Караисен и Сломер от Свищовско и Върбовка и Димча от Севлиевско) и Полски Тръмбеш (без селата Вързулица, Масларево, Павел и Страхилово от Свищовско и Орловец от Горнооряховско), както и селата Билкини в община Дряново, Варана и Градище в община Левски и Драгижево и Мерданя в община Лясковец. Разположена е по средното поречие на река Янтра от Стара планина до Дунавската равнина. Граничи със Свищовско и Беленско на север, Горнооряховско и Еленско на изток, Дряновско на югозапад и Севлиевско и Ловешко на северозапад.